# Cyclarhis
Cyclarhis là một chi chim trong họ Vireonidae.

## Các loài
| Hình ảnh | Tên thông dụng | Tên khoa học           | Phân bổ                                          |
| -------- | -------------- | ---------------------- | ------------------------------------------------ |
|          |                | Cyclarhis gujanensis   | Mexico và Nam Trinidad đến Argentina và Uruguay. |
|          |                | Cyclarhis nigrirostris | Colombia và Bắc Ecuador.                         |